# Дальнекубасовский сельсовет
Дальнекуба́совский сельсовет — упразднённое муниципальное образование со статусом сельского поселения в составе Шатровского района Курганской области.
Административный центр — село Дальняя Кубасова.
Законом Курганской области от 12 мая 2021 года № 50 к 24 мая 2021 года упразднён в связи с преобразованием муниципального района в муниципальный округ.

## География
Сельское поселение расположено в юго-западной части Шатровского района. Границы муниципального образования на разных участках совпадают с участками границ муниципальных образований Мехонского, Изъедугинского, Кызылбаевского сельских поселений. Расположено в 40 км от районного центра и в 130 км от областного центра — города Курган. Площадь земель Дальнекубасовского сельского поселения составляет 10274 га, в том числе: земли сельхозназначения — 5146 га, земли промышленного использования — 47 га, земли поселений — 1103 га, земли лесного фонда — 3425 га, земли запаса — 553 га. Рельеф местности представляет собой равнину. Гидрографическая сеть представлена рекой Колбайка.

## История
В соответствии с Законом Курганской области от 6 июля 2004 года № 419 сельсовет наделён статусом сельского поселения.

## Население
| 1989 | 2002 | 2004 | 2010 | 2012 | 2013 | 2014 |
| ---- | ---- | ---- | ---- | ---- | ---- | ---- |
| 723  | ↘569 | ↗571 | ↘334 | ↘326 | ↘309 | ↘302 |
| 2015 | 2016 | 2017 | 2018 | 2019 | 2020 |      |
| ↘294 | ↘270 | ↘262 | ↘258 | ↘248 | ↘234 |      |

На 1 января 2010 года население муниципального образования Дальнекубасовского сельсовета составляло — 417 человек, из них детское население — 67 человек, пенсионеров — 201 человек, граждан в трудоспособном возрасте — 134 человек, из них работающих в организациях всех форм собственности на территории МО — 43 человека, что составляет 21 % от трудоспособного населения, 51 человек работает вне территории МО, 40 человек не работает вообще, из них 8 человек зарегистрировано в центре занятости населения. Личных подворий граждан 184, площадь участков составляет 39 га.

## Состав сельского поселения
| № | Населённый пункт | Тип населённого пункта       | Население |
| - | ---------------- | ---------------------------- | --------- |
| 1 | Дальняя Кубасова | село, административный центр | ↘203      |
| 2 | Каширцево        | деревня                      | ↘124      |
| 3 | Лукина           | деревня                      | ↘7        |

## Экономика
Наличие скота на 01.01.2010 года составляет: КРС 180, в том числе коров 90, свиней 40, овец и коз 217, птицы 500. Общая площадь жилищного фонда составляет 11 тыс.кв.м., обеспеченность общей площадью жилого помещения одного жителя в среднем 26,4 м². На территории МО имеется Дальнекубасовский СДК, библиотека, два ФАПа, сельский клуб, которые занимаются обучением, лечением и организацией досуга жителей сел. Для реализации полномочий органов местного самоуправления в области обеспечения первичных мер пожарной безопасности на территории муниципального образования создан и функционирует муниципальный пожарный пост. Территория муниципального образования электрифицирована и телефонизирована, 122 аппарата телефонной сети. Центрального водоснабжения, канализации, отопления — нет. Село не газифицировано.

### Предприятия
- ООО ПФК «Лес» − 10 человек
- 2 магазина Мехонского сельпо
- магазин ЧП Стрекалёвой В. Ю.
- отделение связи
- АТС